# Simoides expletus
Simoides expletus är en tvåvingeart som först beskrevs av Friedrich Hermann Loew 1858.  Simoides expletus ingår i släktet Simoides och familjen blomflugor.
Artens utbredningsområde är Sudan. Inga underarter finns listade i Catalogue of Life.